# YouTube Vanced
YouTube "Vanced" és una modificació de l'aplicació oficial de YouTube d'Android, però sense anuncis, amb un mode fosc millorat, comptador de «no m'agrada» i altres funcions. Segons els desenvolupadors, d'acord amb les dades del 2020, té uns 11 milions d'usuaris al món, sent l'Índia i el Brasil els països amb més usuaris.

## Història
YouTube Vanced va ser publicat per primera vegada per xfileFIN, KevinX8, Laura Almeida i ZaneZam a la secció de comentaris d'un altre mod de YouTube "iYTBP". La versió original no-root es podia enllaçar a un compte de Google mitjançant una versió modificada de microG i fer servir com a bloquejador d'anuncis l'aplicació. El 4 de març de 2018, els desenvolupadors de YouTube Vanced van crear el seu propi fil i es van separar de la secció de comentaris d'iYTBP.

## Funcions
- Un bloquejador d'anuncis integrat, inclosa una llista blanca de canals, que mostra anuncis als canals seleccionats per l'usuari. A més, es poden eliminar (opcionalment) anuncis com cartells de pel·lícules, productes comercials, etc.
- Un mode fosc "millorat" que enfosqueix el color gris de l'aplicació original a negre, protegint les pantalles OLED i evitant que es cremi la pantalla (opcional).
- Un "comptador de no m'agrada" que restaura el nombre des que YouTube va suprimir aquesta funció. Aquest mod funciona gràcies a una extensió anomenada "returnyoutubedislike" (opcional).
- S'ha implementat una extensió anomenada "SponsorBlock" que omet automàticament els elements patrocinats als vídeos de YouTube o bé mostra una opció per saltar un segment (opcional).
- També s'ha implementat un mode "Picture in Picture" (PiP). Permet veure vídeos de YouTube des d'un mini reproductor fora de l'aplicació de YouTube. Aquest mode també admet pantalles apagades (opcional).
- Els "Swipe Controls" com en reproductors de vídeo com VLC s'han integrat en mode de pantalla completa (opcional).
- El minireproductor per a tauletes, que normalment només està disponible en tauletes, s'ha integrat a la versió mòbil (opcional).
- VP9 es pot aplicar (opcional).
- Una versió obsoleta de la pestanya "Selecció de qualitat" a l'aplicació mòbil (opcional).

## Instal·lació
S'ha de descarregar YouTube Vanced mitjançant una aplicació anomenada "Vanced Manager". Aquesta aplicació es pot obtenir des del lloc web oficial de Vanced. El primer que cal fer és instal·lar el fitxer APK des del gestor de fitxers. A continuació, es poden especificar les preferències personals. Quan s'arriba al menú principal del gestor, primer s'ha d'instal·lar "Vanced microG ". Aquesta extensió permet enllaçar un compte de Google. A continuació, es pot instal·lar "YouTube Vanced". Un cop finalitzada la instal·lació, només cal obrir l'aplicació APK i enllaçar un compte de Google.

## Legalitat
YouTube Vanced es troba en una zona grisa legal, però infringeix les polítiques de YouTube

## Altres aplicacions de Vanced
- Vanced Manager (aquesta és l'aplicació que permet descarregar totes les extensions necessàries per a YouTube Vanced).
- YouTube Music Vanced (és el mateix que YouTube Vanced, únicament per a l'aplicació de YouTube Music).
- Vanced microG (permet enllaçar un compte de Google a Vanced).